# Bram Kornalijnslijper
Bram Kornalijnslijper – holenderski brydżysta.

## Wyniki brydżowe

### Zawody światowe
| Mistrzostwa Świata. Konkurencja teamów | Mistrzostwa Świata. Konkurencja teamów | Mistrzostwa Świata. Konkurencja teamów          | Mistrzostwa Świata. Konkurencja teamów | Mistrzostwa Świata. Konkurencja teamów | Mistrzostwa Świata. Konkurencja teamów |
| Rok                                    | Miejsce                                | Zawody                                          | Kategoria                              | Drużyna                                | Pozycja                                |
| -------------------------------------- | -------------------------------------- | ----------------------------------------------- | -------------------------------------- | -------------------------------------- | -------------------------------------- |
| 1962                                   | Cannes                                 | 1. Otwarte Mistrzostwa Świata Teamów Mikstowych | Miksty                                 | Netherlands                            | 2                                      |